# Tysslingen
Tysslingen är en sjö 10 km väster om Örebro i Örebro kommun i Närke och ingår i Norrströms huvudavrinningsområde. Sjön är 0,9 meter djup, har en yta på 5,97 kvadratkilometer och befinner sig 39 meter över havet. Tysslingen ligger till del i naturreservatet Tysslingen och Tysslingen Natura 2000-område och skyddas av habitat- och fågeldirektivet. Sjön avvattnas av vattendraget Kanalen (Blackstaån).
Tysslingen var länge en igenväxt våtmark, men har efterhand blivit muddrad eftersom den är intressant ur fågelskådningssynpunkt. Mest känd är Tysslingen för de sångsvanar som varje vår besöker platsen, under sin resa norrut. Antalet sångsvanar som passerar Tysslingen under vårflyttningen har uppskattats till cirka 8 000 årligen. Flera utsiktstorn finns i området, liksom vandringsleder, ett konstgalleri och ett säsongsöppet kafé.
Tysslingen avrinner söderut till Svartån. Avloppet reglerades 1863-1870, varvid sjön sänktes och 1 000 hektar av slättmarken söder om dikades ut och gjordes användbar för åkerbruk. I samband därmed grävdes en kanal från Tysslingen, vilken mynnar i Svartån vid Lindbacka.
Vid Tysslingens sydvästra strand ligger herrgården Irvingsholm och vid den sydöstra stranden ligger Åkerby.

## Delavrinningsområde
Tysslingen ingår i delavrinningsområde (657674-145604) som SMHI kallar för Utloppet av Tysslingen. Medelhöjden är 59 meter över havet och ytan är 27,65 kvadratkilometer. Räknas de 3 avrinningsområdena uppströms in blir den ackumulerade arean 137,62 kvadratkilometer. Kanalen (Blackstaån) som avvattnar avrinningsområdet har biflödesordning 2, vilket innebär att vattnet flödar genom totalt 2 vattendrag innan det når havet efter 226 kilometer. Avrinningsområdet består mestadels av skog (38 procent) och jordbruk (39 procent). Avrinningsområdet har 3,99 kvadratkilometer vattenytor vilket ger det en sjöprocent på 14,4 procent.